# Shaun Wright-Phillips
Shaun Wright-Phillips (Londres, 25 de octubre de 1981) es un exfutbolista inglés de ascendencia jamaicana y granadina.

## Trayectoria
Nació en Greenwich el 25 de octubre de 1981. A los tres años fue adoptado por Ian Wright, un exfutbolista inglés de padres jamaicanos. Se crio en Brockley.

### Manchester City
Wright-Phillips llegó al primer equipo del Manchester City con 17 años en 1999. Formó parte de los The citizens durante 6 temporadas en las cuales disputó 153 partidos y logró marcar 31 goles. En julio del 2005 su carrera como jugador del Manchester City llegó su fin, el hábil extremo fue traspasado al Chelsea FC por 21 millones de libras esterlinas, unos 29,4 millones de euros.

### Chelsea F. C.
Shaun Wright-Phillips firmó contrato con los Blues por cinco temporadas. José Mourinho técnico del Chelsea F. C. por aquel entonces le definió como uno de los mejores jugadores ingleses de la actualidad. En su primera temporada con el conjunto de Stamford Bridge Wright-Phillips disputó 27 partidos de campeonato nacional y 6 en competición europea (todos ellos en Liga de Campeones). Fue esa misma temporada cuando el internacional inglés debutó en la máxima competición europea, la UEFA Champions League.

### Regreso al Manchester City
El 28 de agosto del 2008 se hizo oficial su regreso al Manchester City, con el que firmó un contrato de 4 años de duración.

### Queens Park Rangers
Luego de su paso por Manchester City en dos ocasiones y Chelsea por cuatro temporadas, llega en 2011 al Queens Park Rangers por 15.500.000 €.

### New York Red Bulls
El 27 de julio de 2015 se oficializó su fichaje por el New York Red Bulls de la MLS

### Phoenix Rising
El 24 de febrero de 2017 firmó su contrato con el equipo de la United Soccer League, segunda división del fútbol en los EE. UU.

## Estadísticas

### Clubes
| Club                | País           | Temporadas | Partidos | Goles | Asistencias | Promedio |
| ------------------- | -------------- | ---------- | -------- | ----- | ----------- | -------- |
| Manchester City     | Inglaterra     | 1999-2005  | 162      | 28    | 2           | 0,18     |
| Chelsea             | Inglaterra     | 2005-2008  | 125      | 10    | 18          | 0,22     |
| Manchester City     | Inglaterra     | 2008-2011  | 94       | 16    | 18          | 0,36     |
| Queens Park Rangers | Inglaterra     | 2011-2015  | 74       | 2     | 8           | 0,13     |
| New York Red Bulls  | Estados Unidos | 2015-2017  | 25       | 1     | 2           | 0,12     |
| Phoenix Rising      | Estados Unidos | 2017       | 27       | 3     | 3           | 0,22     |
| Total carrera       | Total carrera  | 1999-2017  | 508      | 60    | 51          | 0,21     |

## Selección nacional
Ha sido internacional con la selección de fútbol de Inglaterra en 36 ocasiones y ha marcado 6 goles. Su debut como internacional se produjo el 18 de agosto de 2004 en un partido amistoso Inglaterra - Ucrania. Entró como substituto en el minuto 53 de partido por Nicky Butt y acabó marcando un gol en el 72. Durante la fase de clasificación para la Euro 2008 disputó 7 partidos donde consiguió marcar 2 goles. En el primer partido de Fabio Capello como entrenador de la selección de Inglaterra en un amistoso ante Suiza jugó en el segundo tiempo y marcó el gol de la victoria por 2-1 para la selección de fútbol de Inglaterra.

### Participaciones en Copas del Mundo
| Mundial                        | Sede      | Resultado        |
| ------------------------------ | --------- | ---------------- |
| Copa Mundial de Fútbol de 2010 | Sudáfrica | Octavos de final |

## Palmarés

### Campeonatos nacionales
| Título            | Club            | País       | Año  |
| ----------------- | --------------- | ---------- | ---- |
| First Division    | Manchester City | Inglaterra | 2002 |
| Community Shield  | Chelsea F. C.   | Inglaterra | 2005 |
| FA Premier League | Chelsea F. C.   | Inglaterra | 2006 |
| Carling Cup       | Chelsea F. C.   | Inglaterra | 2007 |
| FA Cup            | Chelsea F. C.   | Inglaterra | 2007 |
| FA Cup            | Manchester City | Inglaterra | 2011 |